# B-Sides and Otherwise
B-Sides and Otherwise è una raccolta di b-sides e materiale inedito pubblicato dai Morphine, distribuito dalla Rykodisc nel 1997.

## Tracce
1. Have A Lucky Day
2. All Right
3. I Know You-Part Two
4. Bo's Veranda
5. Mile High
6. Shame
7. Down Love's Tributaries
8. Kerouac
9. Pulled Over The Car
10. Sundayafternoonweightlessness
11. Mail
12. My Brain is fried
13. Virgin Bride